# Perfect Proposal
Perfect Proposal (en hangul, 은밀한 유혹) es un thriller romántico de 2015 escrito y dirigido por Yoon Jae-gu, basado en la novela La Femme de paille ("La Mujer de Paja") de Catherine Arley.

## Argumento
Yoo Ji-yeon (Im Soo-Jung) es una estudiante de posgrado sin opciones que trabaja como camarera bajo el nombre de "Jenny Yoo" en un bar chino después de que su colega le robó su tarjeta de crédito y todo su dinero antes de huir, obligándola a pagar su deuda cada vez más grande. Un amigo le ofrece una entrevista de trabajo con Kim Sung yeol (Yoo Yeon-seok), el hijo ilegítimo de Kim Seok-gu, exitoso presidente de una corporación de juegos de azar y dueño de la mitad de los casinos en Macao. Sung yeol le pide a Ji-yeon convertirse en la nueva novia de Seok-gu, para que ella pueda heredar su propiedad y dividirla entre ellos dos. Sung yeol es incapaz de heredar debido a su estado de ilegítimo. Seok-gu se ha vuelto malhumorado desde la muerte de su familia hace años.
Ji-yeon aprende a comportarse de forma similar a la última esposa de Seok-gu mejorando sus oportunidades de gustarle. Al llegar a su yate, Ji-yeon se convierte en una de los asistentes que incluyen al capitán del barco coreano, la criada Yoo Ji-mi, quien se ocupa del chihuahua, el ruso Viktor y el paquistaní Khan. Tiene que soportar constantes críticas y retórica, no obstante Ji-yeon es capaz de convertir a Seok-gu en una  persona menos irascible, incluso lo motiva a tocar el piano, actividad que solía ser su pasatiempo antes de que su familia muriera. Seok-gu a su vez le revela su pasado como "cirquero" en Macao, sus razones para usar el silbato y constantemente gritar y también menciona a una mujer que le ayudó a lograr su éxito.
Una noche Ji-yeon está desanimada y busca consuelo en Sung yeol, de quien está enamorada. Khan, sin embargo, se cuela en la conversación y comienza a vigilarlos. La siguiente noche, Ji-yeon ha tenido suficiente y trata de dejar todo, declarando su incomodidad de tener que vivir durante 10 años con Seok-gu, incluso si el plan funciona, frente a Sung yeol. Para su sorpresa, Seok-gu se propone a ella al día siguiente y, aparentemente, ha modificado su voluntad de incluir su nombre en su testamento.  En la recepción de la boda, Seok-gu llama a Ji-yeon "Cenicienta".
Sin embargo, Ji-yeon descubre para su horror que Seok-gu ha muerto la noche después de la recepción. Sung yeol le dice que tienen que actuar normalmente hasta llegar a Busan, entregar el cuerpo de Seok-gu y que Sung yeol pueda comprobar si su padre hizo las modificaciones que incluyen a Ji-yeon en la herencia. Ji-yeon se esfuerza por mantener su actuación frente al asistente personal de Seok-gu, Jang Hye-jin, que está empezando a sospechar algo. Eventualmente, es capturada por la policía y acusada de ser la asesina. Se entera de que Sung yeol se ha preparado para heredar el 10% de la herencia desde hace cinco años, con un 90% de ella donada a caridad debido a la ley de herencias de Corea del Sur; Sung yeol la usó desde el principio, él no sólo no podrá heredar el negocio, sino que también vengará a su madre, quien fue abandonada por Seok-gu. Trasladada a prisión, Ji-yeon ve a Khan infructuosamente tratando de llegar a ella y gritando: "¡Cámara!".
Durante la digitalización de los documentos de identificación, Ji-yeon se da cuenta de que la mujer mencionada por Seok-gu es Hye-jin. Utilizando las palabras de Seok-gu, Hye-jin pide libertad condicional para Ji-yeon, por lo que ella puede asistir al funeral de Seok-gu. Allí, Ji-yeon intenta encontrarse con Khan, solo para ser detenida, y por las fotos de la escena del crimen nota que el chihuahua de Seok-gu ha sido equipado con una cámara que registró al verdadero asesino: Sung yeol. Khan es el único que lo sabe, pero Sung yeol lo asesina para silenciarlo. El chihuahua está con Yoo-mi, que es perseguida por Sung yeol. Ji-yeon se las arregla para llegar al lugar y, después de luchar, es capaz de tomar la cámara y derribar a Sung yeol con ayuda de Yoo-mi.

Sung yeol es detenido por los asesinatos, mientras que Ji-yeon, como esposa recibe la herencia, lo que la hace la nueva propietaria de los casinos macaenses. Ji-yeon visita a Sung yeol en la cárcel para escuchar sus razones y él le dice que él nunca la amó. Justo antes de que ella se vaya, Sung yeol le dice que él es quien hizo de ella "la cenicienta": Ji-yeon sonríe.

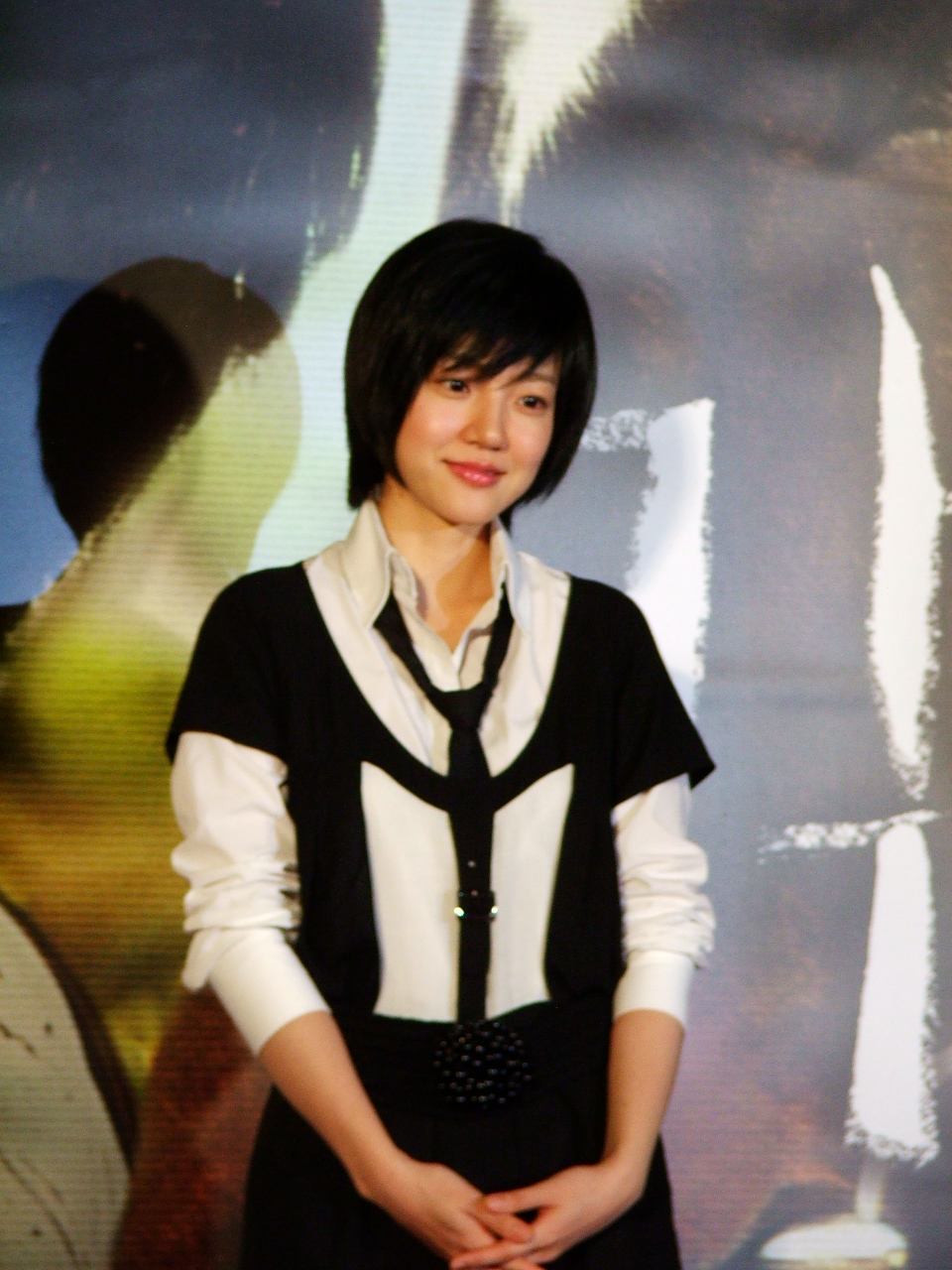
Im Soo-Jung es Ji-yeon

## Elenco
- Yoo Yeon-seok es Sung-yeol.
- Im Soo-jung es Ji-yeon.
- Lee Geung-young es  Kim Seok-goo.

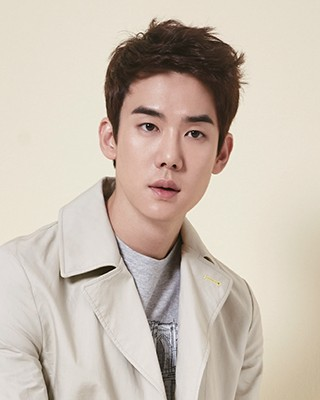
Yoo Yeon-seok es Sung-yeol

- Park Chul-min es el capitán Sun-jang.
- Jin Kyung es Jang Hye-jin.
- Min Do-hee es Yoo-mi.
- Cho Yoon-woo es Jin-sub.
- Jeon So-nee es una dependienta de una tienda de lujo.
- Kim Dong-hwi es Sung-yeol de adolescente.

## Taquilla
Perfect Proposal fue lanzada el 4 de junio de 2015 y obtuvo el cuarto lugar de la taquilla, ganando ₩760 millones (US$676 000) de 95,700 de entradas en sus primeros cuatro días. Hasta el momento, ha recaudado ₩1,135,684,747 de 145 244 entradas.